# Cithaeron reimoseri
Espèce
Cithaeron reimoseri est une espèce d'araignées aranéomorphes de la famille des Cithaeronidae.

## Distribution
Cette espèce se rencontre en Érythrée et au Cap-Vert d'Érythrée.
Elle a été introduite au Brésil au Rio Grande do Sul à Porto Alegre.

## Description
La femelle holotype mesure 7,24 mm.

## Systématique et taxinomie
Cette espèce a été décrite par Platnick en 1991.

## Étymologie
Cette espèce est nommée en l'honneur d'Eduard Reimoser.

## Publication originale
- Platnick, 1991 : « A revision of the ground spider family Cithaeronidae (Araneae, Gnaphosoidea). » American Museum Novitates, no 3018, p. 1-13 (texte intégral).